# TINAMI
TINAMI（ちなみ）は、TINAMI株式会社が運営しているイラスト投稿SNSである。

## 歴史
ウェブサイトとしてのTINAMIは、1996年7月に株式会社多聞（2004年12月7日設立）が開設した。
TINAMIと言う名称は、「The Information NAvigator of Manga Artists on the Internet」の略称である。
設立当初は、インターネット上で活動しているイラストレーターと漫画家関係の創作家を、リンクとキーワードと言う形でつなげる登録制のWebサイト検索サービスとして運用されていた。
2007年から2008年にかけて、イラスト投稿を中心としたソーシャルネットワーキングサービス (SNS) が日本でも盛んに開設され、TINAMIもそれに応じてイラスト投稿によるコミュニケーションサイトとしても運用され始めた。

## 運営会社
多聞時代からTINAMIに携わっていたメンバーが、2004年12月7日に有限会社として設立した企業である。2006年10月に株式会社へ改組された。多聞とは関連会社として繋がっている。
事業内容は、クリエイターのためのサイト「TINAMI」の運営と、創作関連の企画、出版を主としている。

## SNSとしての活動
投稿可能な物は、イラスト、マンガ、立体造形物、小説、コスプレをした写真。
TINAMIの場合、イラストSNSの中では創作家同士のつながりや活動支援を意識した理念があり、イラスト投稿サイトとしてシフトした時も運営方針、参加者、機能もそれに特化したものとなっている。1次創作（オリジナル）と2次創作は明確に区別され、きわどい性的表現も2段階に区分けされている。また、トレース（転写）したイラストも掲載許可を受けると言った条件をクリアしないと投稿が出来ないよう厳しくガイドラインが設けられている。
2011年7月25日に、pixivのいわゆる「カオス*ラウンジ騒動」の影響で、トラフィックが前日の50倍に膨れあがるという事態があった。